# Agrodiaetus afghanistana
Agrodiaetus afghanistana är en fjärilsart som beskrevs av Forster 1972. Agrodiaetus afghanistana ingår i släktet Agrodiaetus och familjen juvelvingar. Inga underarter finns listade i Catalogue of Life.